# Ken Mudford
Ken Mudford (7 april 1923 - 17 mei 2004) was een Nieuw-Zeelands motorcoureur.
Ken Mudford debuteerde in de TT van Man van 1951, waarin hij met een AJS 7R achttiende werd in de 350cc-Junior TT en uitviel in de Senior TT. In het seizoen 1952 reed hij een 500cc-Norton Manx, waarmee hij in de Senior TT achtste en in de TT van Assen tiende werd. In de Junior TT viel hij met de AJS uit. In het seizoen 1953 werd hij zevende in de Junior TT en in de GP van België en achtste in de GP des Nations, maar hij won de 350cc-race van de Ulster Grand Prix. Hij werd ook derde in de 350cc-Duitse Grand Prix, maar de uitslag werd ongeldig verklaard wegens een gebrek aan deelnemers door een boycot van de grote merken AJS, Gilera, Moto Guzzi en Norton. Tijdens de Grand Prix van Frankrijk was een half seizoen fabriekscoureur, toen Norton hem vroeg om de geblesseerde Ray Amm te vervangen. Dat leverde meteen een overwinning in de Ulster Grand Prix op, waar echter veel toprijders ontbraken. De AJS-toprijders Bob McIntyre en Rod Coleman waren er echter wel en Mudford wist ze met zijn fabrieks-Norton te verslaan. 

## Wereldkampioenschap wegrace resultaten
(Races in cursief geven de snelste ronde aan)
| Jaar | Klasse | Team   | Motorfiets | 1       | 2       | 3       | 4     | 5       | 6     | 7     | 8     | 9       | Punten | Plaats | Overwinningen |
| ---- | ------ | ------ | ---------- | ------- | ------- | ------- | ----- | ------- | ----- | ----- | ----- | ------- | ------ | ------ | ------------- |
| 1951 | 350 cc | Privé  | AJS 7R     | SPA -   | ZWI -   | IOM 18  | BEL - | NED -   | FRA - | ULS - | NAT - |         | 0      | -      | 0             |
| 1951 | 500 cc | Privé  | AJS 7R     | SPA -   | ZWI -   | IOM DNF | BEL - | NED -   | FRA - | ULS - | NAT - |         | 0      | -      | 0             |
| 1952 | 350 cc | Privé  | AJS 7R     | ZWI -   | IOM DNF | NED -   | BEL - | DUI 9   | ULS - | NAT - | SPA - |         | 0      | -      | )             |
| 1952 | 500 cc | Privé  | Norton 30M | ZWI -   | IOM 8   | NED 10  | BEL - | DUI -   | ULS - | NAT - | SPA - |         | 0      | -      | 0             |
| 1953 | 350 cc | Privé  | AJS 7R     | IOM 7   | NED -   | BEL 7   | DUI - | FRA -   |       |       |       |         | 8      | 7e     | 1             |
| 1953 | 350 cc | Norton | Norton 40M |         |         |         |       |         | ULS 1 | ZWI - | NAT 8 |         | 8      | 7e     | 1             |
| 1953 | 500 cc | Privé  | Norton 30M | IOM DNF | NED DNF | BEL 14  | DUI - |         |       |       |       |         | 1      | 17e    | 0             |
| 1953 | 500 cc | Norton | Norton 30M |         |         |         |       | FRA DNF | ULS 6 | ZWI - | NAT - | SPA DNF | 1      | 17e    | 0             |